# Kalmthout
Kalmthout este o comună din regiunea Flandra din Belgia. Suprafața totală a comunei este de 59,45 km². La 1 ianuarie 2008 comuna avea 17.578 locuitori. 
Kalmthout se învecinează cu comunele Wuustwezel, Essen și Kapellen din Belgia și cu comuna olandeză Woensdrecht.
1. ↑  Totale oppervlakte volgens het Kadasterregister, België, gewesten en provincies (în neerlandeză), Algemene Directie Statistiek[*]